# Piverský potok
Piverský potok je potok v regionu Turňa, v západní části okresu Košice-okolí. Je to levostranný přítok Bodvy, měří 4,5 km a je tokem V. řádu.

## Pramen
Pramení ve Volovských vrších, v podcelku Kojšovská hoľa, na jižním svahu Jedľovce (953,6 m n. m.) v nadmořské výšce přibližně 800 m n. m.

## Popis toku
Od pramene teče nejprve jihojihovýchodním směrem dolinou Veľký Piver, pak pokračuje dolinou Kamenné stráne, kde se esovitě ohýbá a na krátkém úseku teče na východ. Následně teče přechodně na jihovýchod, zleva přibírá přítok (2,2 km) z Objednané doliny, protéká západním okrajem Košické kotliny, jejího podcelku Medzevská pahorkatina a napájí dvě malé vodní plochy. Nakonec se stáčí severojižním směrem, podtéká silnici II. třídy č. 548 a severozápadně od centra Medzev ústí v nadmořské výšce cca 334 m n. m. do Bodvy.